# 하늘의 혈맥
『하늘의 혈맥』(일본어: 天の血脈 덴노케쓰먀쿠[*])은 일본의 만화가 야스히코 요시카즈의 작품이다. 일본의 고단샤에서 발행하는 만화잡지 월간 애프터눈(月刊アフタヌーン) 2012년 3월호부터 처음 연재를 시작하였다. 단행본은 같은 회사의 애프터눈 KC(アフタヌーンKC)에서 2015년 8월까지 모두 6권이 간행되었다. 역사를 다룬 같은 작가의 작품 『무지갯빛 트로츠키』,  『왕도의 개』와 더불어 「야스히코 근대사 3부작」으로 꼽힌다.
메이지 시대(明治時代) 후기 일본과 동아시아를 배경으로 하는 작품으로, 러일전쟁 발발 무렵이라는 긴박한 시대 속에 농락당하는 청년의 모습을 그리면서 근대사뿐 아니라 고대사에도 초점을 맞추고 역사를 되짚어 나간다는 구성으로 되어 있다. 작가 야스히코는 월간 애프터눈에서 본작의 연재를 시작했다.
작가 야스히코는 이때까지 고대와 근대를 다룬 작품을 다수 발표하였으나, 언젠가 양쪽 모두를 아우르는 작품을 그리겠다는 희망을 갖고 있었다고 한다. 또한, 근대사라는 테마에 대해서는 무지갯빛 트로츠키와 왕도의 개를 집필하면서 한 번 단락을 냈었다며, 언젠가 두 개의 작품 중간 지점에 해당하는 시대를 그려보고 싶었다고 말하고 있다. 이 작품에서 택한 주제는 고대 일본의 전설적인 인물인 진구 황후(神功皇后, 일본명은 오키나가타라시히메노 미코토息長帯比売命)의 시대와 러일전쟁의 시대는 마찬가지로 외부에 대한 정벌의 시대로써 동아시아 각국이 밀접하게 관련되어 있었으며, 주인공인 아즈미 료(安積亮)를 중심으로 하는 두 개의 축이 잘 작용한다면 자신이 「역사를 좋아하는 만화가」로써 관련 작업의 집대성이 이루어지지 않겠느냐고 밝히고 있다.
작가 야스히코 요시카즈는 2013년 7월에 있었던 일본만화학회 제13회 대회에서 아시아를 주제로 한 작품을 발표하게 된 동기에 대해 「만주를 둘러싼 전쟁은 침략이라는 형태로 마무리되고 말았지만, 오래된 사진을 들여다보다가 그곳에서 영유되고 있던 일상생활 속에서 사람들은 맹목적으로 권력을 받아들이고 있었던 것은 아닌지, 라는 의문이 들었다」고 밝혔다. 또한, 만화로 그려내기 어려운 테마를 그리는 것에 대해서는 「만화이기 때문에 독자들이 다소 너그럽게 받아주시고 있는 듯 하다」고 밝히기도 했다.

## 줄거리
작중에서는 고대와 현대를 교차시키는 형식을 취하고 있지만, 본 절에서는 편의상 "메이지편"과 "고대편"을 나누어 서술한다.
주인공 아즈미 료는 환각의 형태로 고대를 체험하는데, 그 환각 속에서 고대인들과 대화를 나누고 고대인들에게 묶인 포승줄 자국이 "환각"에서 벗어난 뒤에도 그대로 남아 있는 등, 이것이 단순한 환각이 아니라 일시적 시간여행일 수 있다는 암시가 있다.

### 메이지편
1903년(메이지 36년) 10월, 일본 제국과 러시아 제국 간에 긴장상태가 지속되는 가운데, 제일고등학교(일고) 학생 아즈미 료는 우레시다 테이이치 교수가 인솔하는 도쿄제국대학(제대)와 일고의 합동특별사적조사대에 참여한다. 조사 대상은 만주와 조선의 국경 집안에 소재한 호태왕비. 아즈미 일행은 호태왕비의 탁본을 뜨고(이 과정에서 중국인 탁본업자들이 실수를 해서 비문이 훼손된다) 조사를 시작하려던 중 마적의 습격을 받아 러시아군 주둔지에 구속되지만, 흑룡회의 우치다 료헤이와 그를 따르는 조선인 청년 유두성의 도움을 받아 탈출에 성공한다. 아즈미는 일러혼혈 카라유키 하나와 교류를 가지지만 하나를 대러 첩보원으로 쓰려는 우치다의 계략에 의해 헤어지게 된다. 호태왕비 탁본을 떴을 때부터 아즈미는 정체불명의 환각을 통해 고대인 아즈미노 이사나의 삶을 지켜보게 된다.
1904년(메이지 37년), 귀국한 아즈미는 부모의 주선에 의해 스와 대사의 무녀이며 소꿉친구인 모리야 미도리와 결혼을 올린다. 2월 8일 러일 양국이 교전 상태에 들어간다. 아즈미는 우레시다 밑에서 고대사 연구를 계속하는 한편, 우치다와 계속 엮여서 우치다가 후원하는 중국 혁명가들(송교인, 손일선, 진천화)을 만나고 중국동맹회 결성식에도 참여한다. 한편 미도리는 메이지 여학교에 다니게 되면서 도시에서의 새로운 생활을 만끽하는 한편 평민사의 비전론에 감화된다. 우치다가 우레시다와 아즈미를 지원하는 이유는 『일본서기』의 내용이 사실일 경우 진구 황후가 오진 천황을 임신한 달수가 맞지 않아 주아이 천황이 오진의 아버지가 될 수 없는데, 오진의 아버지를 호태왕으로 날조, 조선과 일본의 선조가 같으니(일선동조론) 합방해야 한다는 근거를 마련하기 위한 것이다.
1905년(메이지 38년) 봄, 평민사의 사카이 토시히코에게 우레시다의 연구가 조선 침략을 정당화하고 있다는 일갈을 들은 아즈미는 우레시다에게 그 일을 따지다 징계를 받는다. 우레시다가 선처하여 아즈미는 제대에 진학할 수 있게 되지만, 우레시다는 센다이의 제이고등학교로 좌천된다. 우레시다는 이별하면서 어둠의 시대가 오고 있다고 아즈미에게 충고한다. 이번 전쟁은 일본의 승리로 끝나지만, 그 강화조약으로 일본이 얻는 실속이 거의 없었기에 불만이 폭발한 민중들은 폭동을 일으킨다.
1906년(메이지 39년) 조선에서는 이토 히로부미를 초대 통감으로 하는 한국통감부가 설치되어 실질적으로 일본의 통치가 시작된다. 유두성은 우치다에게서 이탈해 의병에 참여한다. 한편 아즈미 부부는 천황에 대한 테러를 획책한 미야카와의 음모에 휘말린다. 아즈미는 경찰에 구속되지만 우치다의 안배로 석방된다. 하지만 고향에서 모친이 사돈댁에 누를 끼쳤다며 죽음으로 사죄하기 위해 교수자살한다. 도쿄에 차린 신혼집도 구속 중에 처분되어 지친 아즈미에게 우치다는 만주철도조사부 연구원 자리를 주선한다.
1907년(메이지 40년) 만철조사부 연구원이 된 아즈미는 한성에서 백제 고분의 발굴조사에 참여하면서, 고대 대륙국가들과 고대 일본 황실의 관계를 밝혀보려 한다. 한편 헤이그 특사사건으로 이토 통감이 고종을 강제퇴위시키자 한성은 군대해산과 소요에 휩싸인다. 이런 상황 속에서 아즈미는 유두성과 재회하고, 안응칠과 교류하면서 결국에는 역사를 정치에 이용하려 드는 우치다와 결별한다. 같은 해 10월, 조선에서의 일을 마친 아즈미는 미도리와 함께 만철 본사가 있는 대련으로 향한다. 거기서 은사 우레시다와 재회하여 호태왕의 왕릉으로 추정되는 태왕릉 발굴에 참여한다. 한편 러일전쟁 당시 러시아 내부의 혁명세력을 지원하여 후방을 교란했던 아카시 모토지로가 귀국한다. 아카시는 혁명세력의 영향이 일본으로 파급되어 일본 황실이 위기에 노출되는 것을 위험시하고, 동향 후배인 우치다를 불러서 일한 합병은 이미 기정사실이니, 일선동조론 따위 쓸데없는 불장난으로 만세일계에 누를 끼치지 말라고 협박한다. 우치다는 아카시에게 굴복하여 우레시다에게 발굴조사를 중지하고 태왕릉을 도로 묻으라고 지시한다. 우치다에게 뒤통수를 맞은 우레시다는 우울에 빠지지만, 아즈미는 태왕릉에서 이사나의 유령에 이끌려 「원(原)칠지도」를 발견한다. 아즈미 일행은 우치다의 눈을 피해 이것을 일본으로 가져가려 하고, 그 노정에 의병이 된 유두성과 안응칠, 러시아 아나키스트가 된 하나와 재회해 도움을 받는다. 이들이 집안에서 압록강을 거슬러 올라가 블라디보스토크로 향하는 것을 알아챈 우치다는 아카시 휘하의 헌병대를 이끌고 그들을 쫓는다. 이것을 자신들을 공격하는 것으로 착각한 청나라 군대에서 포탄을 발사하면서 강의 얼음이 깨지고, 아즈미는 원칠지도와 함께 물에 빠져 행방불명된다.

### 고대편
아즈미는 환각 내지 시간여행으로 그의 조상인 해인족 아즈미노 이사나의 삶을 지켜보게 된다. 4세기에 아즈미의 조상 이사나는 나노국(오늘날의 후쿠오카현 후쿠오카시 히가시군의 시카노섬)에 살고 있었는데, 야마토국의 장관 타케우치노 스쿠네의 명으로 “백제 구원을 위한 카라국(한반도) 출병”에 참가하게 된다. 해인족 족장 아즈미노 이소라는 심한 피부병으로 거동이 불편했기에 이소라의 손자 이사나가 해인족을 인솔한다. 이사나는 시카노섬의 금인을 갖고 놀다가 타케우치노 스쿠네의 아들 카츠라기노 소츠히코와 첫 만남부터 악연을 갖는다. 한편 진구 황후의 남편 주아이 천황(엄밀히는 천황과 황후가 아니라 대왕과 왕비다)은 한반도 출병을 반대하고 하야토나 쿠마소를 쳐야 한다고 주장하지만, 진구가 접신하여 신들이 주아이를 저주한다고 하자 충격을 받아 죽는다. 이사나는 왕궁을 구경하러 몰래 숨어들었다가 이 과정을 목격하게 된다.
야마토국 군대는 백제의 편에 서서 고구려-신라 연합군과 싸운다. 하지만 임나일본부설에서 말하는 것처럼 야마토군이 신라를 정복한 것이 아니라, 근초고왕이 강적 고구려를 상대하기 위해 야마토를 끌어들였고 야마토군은 백제의 인간 방패로 이용당한 것으로 묘사된다. 진구는 한반도에서 아들 호무다와케(오진 천황)를 낳는다.
백제가 승리한 뒤 야마토군은 일본열도로 귀환한다. 계모가 달수가 맞지 않는 수상한 이복동생과 함께 귀국하자 주아이의 적자인 카고사카・오시쿠마 황자는 이를 받아들일 수 없어서 부왕의 릉인 고시키즈카 고분 꼭대기에 진지를 차리고(『일본서기』에서는 고시키즈카가 가짜 릉이라고 하지만 본작에서는 고시키즈카 고분에 찾아온 아즈미가 주아이의 유령의 목소리를 듣는 등 진짜 릉인 것으로 묘사된다) 진구와 타케우치노 스쿠네 일행을 요격한다. 이사나는 타케우치노 스쿠네의 명으로 멧돼지 가죽을 뒤집어쓰고 두 황자를 습격해 카고사카의 목을 베지만 두 황자에게 잡혀 있던 아즈미를 구하느라 오시쿠마는 죽이지 못한다. 이때 이사나는 아즈미에게 호무다와케 황자가 자기 씨라고 말한다.
진구군은 오시쿠마군을 계속 추격해 기이국까지 몰아붙인다. 이사나는 괜히 거기까지 따라갔다가 호무다와케의 출생의 비밀을 묻어버리려는 카츠라기노 소츠히코의 습격을 받는다. 개기일식을 틈타 탈출한 이사나는 그 자리에서 죽지는 않지만 한쪽 팔이 잘려 빈사상태가 되고, 이후 생사는 불명이다.

### 결말 및 진상
2016년(헤이세이 28년) 3월, 아즈미는 두만강 얼음 속에서 젊은 날 그대로 발견되고 일본으로 송환된다. 병원에서 아즈미는 많은 문헌을 읽고 그 뒤 백여년간 일어난 일들의 경위를 알게 된다. 또한 자신과 미도리의 현손녀에 해당하는 아즈미 아카네를 만나 자신 외의 일행이 성공적으로 귀국했음도 알게 된다. 의료진의 안내를 받아 100년 전과는 달라진 도쿄 여기저기를 둘러보지만 1923년 관동대지진으로 거의 대부분의 건물이 무너지고 다시 지었기에 그 이전 사람인 아즈미는 알아볼 수 있는 곳이 없다. 그런 가운데 1907년 조선 의병에게 총을 맞았던 탄환을 적출한 아즈미가 우라시마 타로처럼 급격히 노화해 버리면서 이야기가 끝난다.
이야기의 처음부터 끝까지를 지배하고 있는 떡밥인 오진 천황의 생부가 누구냐는 문제는 끝까지 불확실하게 남는다. 후보자로 아즈미노 이사나, 타케우치노 스쿠네, 카츠라기노 소츠히코, 백제 태자 부여구수 등이 거론될 뿐이다. 이사나의 유령은 “정당한 후계자인 카고사카・오시쿠마 형제에게 대항할 아들만 가질 수 있다면 그 여자에게 씨는 누구라도 상관 없었던 거”라며, 진구가 이 후보자들 모두와 성관계를 가졌음을 시사한다. 어쨌든 “하늘의 혈맥”을 자칭하는 천황가 혈통은 사실 기원후 4세기에 진구에 의해 누군가의 혈맥으로 덧씌워진 것이므로 작중에서 천진신들로부터 이어져 오는 "하늘의 혈맥", 만세일계의 신화는 성립할 수 없는 것이 된다.
칠지도에 관하여 본작은 한국에서 주장하는 백제의 일본 하사설과 일본에서 주장하는 동진의 일본 하사설을 절충하여, 동진에서 백제로 원칠지도를 주었고 백제에서 그것을 모방하여 이소노카미 신궁의 칠지도를 만들어 일본에게 주었으며, 원칠지도는 이후 광개토왕이 백제를 정벌하면서 강탈해와 태왕릉에 부장품으로 묻혔다고 한다. 백제에서 일본에 칠지도를 준 이유는 백제 왕이 된 근구수왕이 자신과 진구의 아들(이라고 근구수왕 본인은 생각한)인 오진의 즉위를 축하하기 위해서라는 것이다. 그리고 신궁의 칠지도가 부러져 있는 이유는 이 칠지도가 상징하는 혈통, 즉 오진 왕조를 그 이후 왕조(게이타이 왕조)에서 부정하기 위함이라고 설명하고 있다.

## 등장인물

### 주요 인물
아즈미 료(일본어: 安積 亮)
본작 주인공. 첫 등장(1903년) 당시 18세. 가족들은 이름을 훈독해서 아키라(あきら)라고 부른다. 일고생으로, 원래는 딱히 역사학을 진로로 생각하지 않았고 다만 학교에 여행 동아리를 만들기 위한 실적을 만들려고 사적조사대에 참가했다가 고대사와 근대사에 휘말리게 된다. 스와 대사가 있는 나가노현 스와 출신이지만 우레시다와 우치다는 일방적으로 그를 아즈미노 출신의 해인족 아즈미씨의 후예라고 착각하고 있다(하지만 이야기가 고대사와 교차되어 전개되면서 알고보니 해인족의 후예가 맞는 것으로 묘사된다). 안경을 쓴 연약하고 심약한 풍채이지만, 흑룡회의 수장 우치다에게 겁먹지 않고 대드는 오기가 있다.
사적조사단에 참여해 호태왕비의 탁본을 떴을 때부터 조상인 아즈미노 이사나를 꿈에서 보게 되고, 나중에는 시간여행 또는 환각으로 눈앞에 이사나와 고대가 펼쳐져 그로부터 고대사의 단서를 얻는다.
우레시다 테이이치(일본어: 嬉田 貞一)
일고 강사. 호태왕비의 조사연구 및 고대사의 해명에 몰두하고 있다. 비문 연구를 정리한 논문이 인정되어서 제대 교수로 승진할 것을 희망하며, 시라토리 쿠라키치, 나이토 코난을 경쟁자로 여기고 분발한다. 우치다와 구면이라 아즈미는 우레시다의 연구가 우치다와 결탁해 "국책에 봉사"하는 것이 아닌지 의심했지만 본인은 부인했다. 결국 우치다에 영합하지 않아서 제이고등학교 강사로 좌천되었다가 다시 우치다의 지원을 받아 1907년 말 태왕릉 발굴조사에 참여한다. 키타 사다키치를 모델로 한 가공인물이다.
우치다 료헤이(일본어: 内田 良平)
일본의 국가주의 단체 흑룡회의 주간. “현양사의 난폭자”라는 별명을 가진 검의 명수로, 일본과 러시아 간의 전쟁이 임박했을 때 만주에서 마적들을 일본측으로 포섭하는 공작에 종사했다. 일선동조론을 믿어서 우레시다와 아즈미의 고대사 연구가 한일합병이라는 국익의 실현에 도움이 될 것으로 기대하고 있다. 일본에 망명한 중국인 혁명가들도 지원하고 있지만, 송교인은 “급진적 확장주의자”라고 그의 본질을 꿰뚫어본다. 우레시다, 아즈미, 유두성 같은 아랫사람들에게는 고압적이고 난폭하지만 고향 선배인 아카시 모토지로에게는 비굴하고 지질하게 군다.
모리야 미도리(일본어: 森谷 翠
아즈미와 동향으로 나가노현 스와 출신. 친가인 모리야가는 스와 대사에서 신관을 맡고 있다. 전통적 규중처녀의 풍모를 갖추었지만 정작 자신은 오래된 인습에 거북함을 느끼고 기독교계 학교인 메이지 여학교에 진학을 희망한다. 소꿉친구인 아즈미와 결혼함으로써 상경하여 학교 생활을 시작하며, 동시에 평민사의 반전사상에 영향을 받는다. 이후 아즈미와 함께 대륙으로 건너가고 작품 종반에는 아이를 잉태한다.
학창시절 타시로에게 아즈미와 하나의 관계를 듣고 하나를 연적시해서 감정을 품고 있었지만 결국 화해하고 태어난 딸의 이름을 "하나"라고 지었다. 최종화에 등장한 아즈미 부부의 현손녀 아카네는 미도리와 흡사한 외모를 가졌다.

### 일고・제대 관련인
테시로기(일본어: 手代木
사적조사대 참여자. 아즈미의 1년 선배다. 우레시다에게 사사하여 고대사 연구에 종사하는 것을 희망하고 있으며, 1904년 4월 제대 사학과에 진학했다. 졸업 이후 취직을 했으나 그만두고 1907년 연말 태왕릉 발굴조사에 참여한다.
타시로 츠루헤이(일본어: 田代 鶴兵)
사적조사대 참여자. 경박한 성격이다. 친가는 건어물전을 하고 있다. 일고 졸업 이후 도쿄고등상업학교에 진학했지만 장사는 실전이라며 학교를 때려치우고 "타시로 상사"라는 회사를 창업해 조선에서 수탈 사업을 한다.
반(일본어: 伴)
제대생으로 사적조사대 참가자. 구마모토현의 제오고등학교(오고) 출신이다. 우치다가 동향(규슈) 사람이라고 존경하고 있다. 몸집이 큰 체구의 소유자로 유도를 배운다.
시라토리 쿠라키치(일본어: 白鳥 庫吉)
학습원 및 도쿄제대 교수. 아즈미가 제출한 삼한정벌에 관한 논문을 평가한다. 논문의 형식을 갖추지 않았다고 혹평하며 자기 제자 츠다 소키치의 연구자세를 배우라고 타이른다.

### 우치다 주변인
유두성(柳斗星)
조선족 젊은이로, 의화권의 명수다. 1900년 의화단의 난에 참여하지만 많은 동료를 잃고 패주한 뒤 범아시아주의를 주장하는 우치다에게 몸을 의탁하고 일본 이름 호쿠토(北斗)를 칭했다. 우치다를 따르며 아시아주의의 이상을 믿었지만, 러일전쟁 이후 일본이 실질적으로 조선을 통치하기 시작하자 그를 떠나 의병투쟁에 참가한다. 작품 종반에서 아즈미와 재회하여 하나와 함께 그들의 탈출을 돕지만, 우치다의 칼에 베이고 생사불명이 된다.
하나(일본어: 華)
나가사키현 출신의 카라유키. 러시아 외교관과 게이샤 사이에서 태어난 혼혈로 눈이 푸른색이다. 러시아 이름은 안나(러시아어: Анна)라고 한다. 일본어, 러시아어, 중국어, 한국어에 두루 능통하다. 원래 아즈미 일행을 따라 일본으로 귀국할 예정이었지만 그 언어능력을 눈여겨본 하나다 나카노스케에게 납치되어 러일전쟁 기간동안 하얼빈의 러시아군 사령부에서 일본군의 밀정 노릇을 한다. 이후 일본군의 손아귀를 벗어나 아나키스트가 되고, 종반에서 아즈미가 만주로 돌아왔다는 것을 알고 그를 멀리서 지켜보다가 최후의 탈출을 돕는다.
하나다 나카노스케(일본어: 花田 仲之助)
일본 육군 정보장교 출신. 예비역 소좌. 만주에서 현지 마적을 규합해 만주의군을 편성하여 러일전쟁 때 후방을 교란했다. 작중에서는 화쿠우이(중국어: 花行一)라는 가명을 쓰면서 암약하고 있었다.
미야자키 토라조(일본어: 宮崎 寅蔵)
구마모토현 출신의 장사. 1905년 손일선 등과 정치결사 중국동맹회를 결성하고 중국 혁명에 참여한다. 음흉한 우치다와 달리 순수한 진심으로 중국인들에게 연대하는 것으로 묘사된다.
작가의 전작 『왕도의 개』에서도 단역으로 등장했다.
아카시 모토지로(일본어: 明石 元二郎)
육군 대좌. 후 소장으로 승진. 러일전쟁 때 주재무관으로서 유럽 전역의 반러시아 세력(사회주의자, 소수민족 독립운동가 등)을 지원하면서 후방을 교란했다. 전후 한국통감부군 헌병대사령관으로 부임해 의병 진압에 임한다. 후쿠오카현 출신으로 우치다의 동향 선배에 해당한다. 러시아의 로마노프가가 무너지는 것을 실시간으로 지켜보며 혁명세력의 대두에 위기감을 느끼고, 일본 황실을 절대적으로 수호해야 한다는 생각에 우치다에게 일선동조론 합방공작을 자제하라고 협박한다.

### 메이지 여학교 관련인
이와모토 요시하루(일본어: 巌本 善治)
교육자, 평론가. 메이지 여학교 설립발기인 중 한 명으로, 학교 교감을 거쳐 교장을 맡고 있다. 카츠 카이슈와 친교가 있어서 카츠의 이백 휘호를 가지고 있다. 미도리가 아즈미와 결혼해서 기숙사를 나가게 되었을 때 이 휘호를 선물로 준다.
작가의 전작 『왕도의 개』에서도 단역으로 등장했다.
코테가와 야에코(일본어: 小手川 弥生子)
메이지 여학교 기숙사 사감. 미도리의 선배로서 보호자 역으로 나가노현의 양가 친가에 따라간다.
소마 콧코(일본어: 相馬 黒光)
메이지 여학교를 졸업한 선배. 남편과 함께 현재까지 이어져오는 제과점 신주쿠 나카무라야를 창업했다. 시댁이 나가노현 아즈미노인데, 아즈미 부부의 고향 스와와 가까운 곳이며, 그 지명에 해인족 아즈미씨의 이름이 남은 곳이다.

### 사회주의자
오스기 사카에(일본어: 大杉 栄)
도쿄외국어학교 학생. 평민사에 참여하는 사회주의자. 스와에서 비전 연설회를 하는 우치무라 칸조의 호위역으로 처음 등장한다. 기독교인이지만 신을 믿지 못하고, 우치무라의 비전론은 지지하지만 그의 비폭력 사상에는 공감하지 못해 히비야 방화사건을 계기로 무정부주의자를 자처하게 된다.
사카이 토시히코(일본어: 堺 利彦)
평민사 동인. 작중에서는 미도리에게 빨간 물을 들인 칸노 스가와의 면회를 요구하는 아즈미와 입회한다. 아즈미가 일고생에 우레시다의 제자라는 것을 알자 대륙침략의 첨병이라며 내쫓는다.
미야카와 타이치(일본어: 宮川 太一)
나가노현 이즈미노 출신의 허무주의자. 조몬 시대까지 거슬러올라가는 토착신 미샤구지를 신앙하며, 스와 대사도 원래 미샤구지를 모신 신사라고 주장하면서 그 신관의 가계인 미도리를 "성모", "마돈나"라면서 스토킹했다. 미샤구지를 비롯한 국진신들이 일본열도의 본래 주인이고 천진신들은 그 자리를 빼앗은 찬탈자들이라는 논리로 천진신의 후손인 천황에 대한 테러를 획책하지만 폭렬탄 제조 중 오폭사고를 일으키고 체포된다. 경찰에서 폭탄 제조법을 대학생 지인에게 배웠다고 위증하여 아즈미가 구속되게 만든다.

### 기타 일본인
우치무라 칸조(일본어: 内村 鑑三)
기독교 사상가. 기독교의 입장에서 러일전쟁 비전론을 설득한다. 국민에게 충효도덕을 강요하면서 기만하는 현상이야말로 국가의 존재를 위태롭게 한다고 주장한다.
이토 히로부미(일본어: 伊藤 博文)
천 내각총리대신, 초대 한국통감. 러일전쟁 이후 1905년 11월 제2차 한일협약이 체결됨에 따라 통감부 초대 통감으로 취임하여 친일개혁에 착수하지만 고종 등 보수파는 끝까지 저항한다. 우치다가 고종의 조속한 퇴위를 진언하자 처음에는 너무 속보이는 짓이라고 반려하지만, 1907년 고종이 헤이그 밀사사건을 일으키자 퇴위공작을 본격화하고 한일신협약을 체결한다.
츠다 소키치(일본어: 津田 左右吉)
역사학자. 만철조사부 연구원이 된 아즈미와 조선에서 조우한다. 삼한정벌을 역사적 실재로서 연구하는 아즈미에게 사료비판의 관점에서 삼한정벌, 진구황후, 타케우치노 스쿠네는 실재조차 의심스럽다는 입장을 취한다. 아즈미가 고분 발굴을 하며 돌아다니는 반면 츠다는 고문서에만 골몰한다.
고토 신페이(일본어: 後藤 新平)
초대 만철 총재. 전 타이완 총독부 민정장관. 러시아 혁명파의 움직임에 대해 "사용법에 따라 독도 약이 된다"며 여유있는 태도를 보이지만 아카시 모토지로는 이에 반대한다.

### 중국인
장작림(張作霖)
만주에서 활동하는 마적 두목. "백호 장(白虎の張)"이라는 별명을 가지고 있다. 러시아와 적대관계에 있기 때문에 우치다를 비롯한 일본인들에게 협력을 약속하지만, 어디까지나 전쟁은 러일간의 일이기에 전면적으로 협력할 생각은 없다며 간을 보는 태도를 취한다.
송교인(宋教仁)
봉기에 실패하여 일본으로 망명한 중국인 혁명가. 중국동맹회 결성에 참가한다. 만주 마적을 혁명 무력으로 조직화하기 위해 만주로 가는 도중 조선을 경유해 아즈미와 재회한다. 아즈미의 연구가 국가의 의도에 이용당할 수 있다는 경종을 울리는 한편 아즈미라면 그런 압력에 굴하지 않고 연구를 해낼 것이라고 격려했다.
손문(孫文)
전작 『왕도의 개』에서 바로 이어 등장한다. 삼주전 봉기를 비롯해 여러 차례 실패를 맛보고 청조타도를 목표로 1905년 도쿄 우치다 저택에서 중국동맹회를 결성한다. 작중에서는 이토 히로부미와 송교인의 입을 빌어 정치인, 혁명가로서의 수완에 의문이 제기된다.
진천화(陳天華)
일본 유학생 신분의 젊은 혁명가. 중국동맹회 발기인으로 참여한다. 일본 정부가 「청국유학생단속규칙」을 공포하자 그것에 항의하는 제대 내 집회를 실시했을 때 아즈미와 조우한다. 1905년 12월 『아사히 신문』에 중국 유학생들을 야유하는 기사가 게재되자 이에 항의하여 투신자살한다.

### 조선인
고종(高宗)
조선 마지막 국왕이자 대한제국 초대 황제. 1895년 을미사변 이후 일본을 불신하고 있으며, 통감부 초대 통감으로 친일개혁을 추진하는 이토 히로부미와 대립한다. 1907년 헤이그 특사사건으로 이토의  추궁을 받자 아들 순종에게 양위했다. 이토는 지금까지 실정을 반복했다며 그를 낮게 평가한다.
송병준(宋秉畯)
친일단체 일진회의 대표. 갑신정변 이후 김옥균을 암살하러 도일했다가 김옥균 사상의 영향을 받아 친일개화파로 전향했다. 1907년 이완용 내각 성립 후 농상무장관을 지낸다. 조선시대의 긴 세월동안 실정으로 낙후된 조선을 재건하기 위해서는 교만을 버리고 일본에 맡겨 추락할 수 있는 데까지 추락해야 한다고 주장한다.
안응칠(安応七)
양반 명가 출신의 소명심으로 학교를 설립하지만 자금난으로 석탄업체를 운영한다. 겨울에 대동강이 얼어서 석탄을 제때 공급하지 못하는 틈을 타 타시로 상사가 그 거래를 가로채가자 큰 손해를 입는다. 격노해 타시로를 잡으러 아즈미 부부의 한성 자취방에 쳐들어오는 것이 아즈미와의 첫 만남. 아즈미를 교양있는 인물로 여기고 형제처럼 여기는 한편 성격은 매우 격정적이다. 고종이 퇴위당한 뒤 나라의 앞날을 비관해 학교와 석탄사업을 모두 처분하고 의병투쟁에 뛰어든다.

### 러시아인
니콜라이 2세 알렉산드로비치(러시아어: Николай II Александрович)
제14대 전러시아의 황제. 심복 알렉산드르 베조브라조프의 진언에 따라 만주에서 러시아군 병력의 증강을 결정하고 일본과의 전쟁 의지를 굳힌다. 1891년 오오츠 사건을 잊지 않고 일본에 대한 혐오감을 갖고 있다.
알렉산드르 미하일로비치 베조브라조프(러시아어: Александр Михайлович Безобразов)
러시아 제국의 황제부추밀고문관. 자신이 사장을 맡고 있는 동아목재회사 사업소가 조사대를 구출하려던 우치다 등에게 습격당한 것을 구실로 러청조약에 위배되는 병력증강을 진언한다. 해군제독 페트르 베조브라조프의 얼굴로 그려진 고증오류가 있다.
이반(러시아어: Иван)
러일전쟁 이후 블라디미르 레닌의 지령에 따라 극동에 파견된 볼셰비키. 상인으로 위장해 대련에서 당건설을 개시하고, 그 장애가 되는 일본측 동향을 파악하고 아나키스트들과의 헤게모니 싸움에서 승리할 겸 하나를 억류, 고문하려다 오히려 살해당한다.

### 고대인
아즈미노 이사나(일본어: 安曇 イサナ)
아즈미 료의 조상. 나노국을 본거지로 하는 해인족 청년으로, 아즈미노 이소라의 손자다. 얼굴에 경면(黥面)이라는 문신을 하고 있다. 야마토국의 군대에 합류해 백제와 함께 고구려-신라군과 싸우고 귀국한 뒤 자신의 아이라고 믿는 호무와다케 황자의 장래를 확인하려고 야마토군을 계속 따라가다가 카츠라기노 소츠히코에게 습격당해 중상을 입는다.
오키나가 타라시히메노 미코토(일본어: 息長帯比売命)
야마토국의 치천하대왕 타라시나카츠히코노 스메라미코토의 정실. 삼한"정벌"을 지휘하고 한반도에서 호무와다케 황자를 낳는다. 메이지편의 하나와 흡사한 외모를 가졌다.
타케우치노 스쿠네(일본어: 武内 宿禰)
야마토국의 대신. 이소라 등 해인족들에게 삼한정벌 참여를 명령한다. 메이지편의 우치다 료헤이와 흡사한 외모를 가졌다.
카츠라기노 소츠히코(일본어: 葛城 襲津彦)
타케우치노 스쿠네의 아들. 이사나에 대해 시종일관 고압적인 태도를 취하며, 호무와다케 황자의 출생의 비밀을 아는 그를 위험시, 대륙에서 돌아온 뒤 칼질로 중상을 입힌다.
타라시나카츠히코노 스메라미코토(일본어: 帯中日子天皇)
야마토국의 치천하대왕. 야마토 타케루의 아들이며 오키나가 타라시히메노 미코토의 남편이다. 타케우치노 스쿠네에게 바다 건너 이국이 아니라 조상과 인연이 깊은 주변국부터 평정할 것을 호소하지만 접신한 왕비에게 그것을 부정당하고 충격으로 절명했다.
아즈미노 이소라일본어: 阿曇 磯良)
나노국 해인족의 족장으로, 이사나의 조부. "해룡신의 저주"를 받아 심각한 피부병을 앓고 있어서 외부인을 만날 때는 천으로 얼굴을 가리고 있다.
카고사카・오시쿠마 황자(일본어: 麛坂・忍熊皇子)
타라시나카츠히코노 스메라미코토의 친자이며 오키나가 타라시히메노 미코토의 이복아들들. 일단은 호무와다케 황자에게는 이복형들이 된다. 아버지의 친자식일 리가 없는 호무와다케를 데리고 왕위를 찬탈하려 하는 계모에게 맞서 고시키즈카 고분에 진지를 차리지만 호무와다케를 자기 아들이라고 믿고 그 아들을 왕위에 올리려는 이사나가 멧돼지로 변장한 채 침투하여 카고사카를 살해한다.
부여구수(扶餘仇首)
백제 태자. 북한산 기슭의 산성에서 고구려군과 야마토군 사이에 혈전이 벌어질 때 칠지도와 함께 나타나 멀리서 관망한다. 인간방패로 갈려나가는 왜인들을 보며 부왕(근초고왕)의 책략이 맞았다고 말한다.

## 작중 사건 연표
| 1891년(메이지 24년) 5월 오오츠 사건 1894년(메이지 27년) 청일전쟁 발발. 1895년(메이지 28년) 4월 시모노세키 조약 조인. 삼국간섭. 5월 일본, 요동반도를 청나라에 반환. 6월 러일통상항해조약 조인. 1896년(메이지 29년) 2월 조선에 친러정권 수립(아관파천) 5월 코무라·베베르 협정 6월 이·로바노프 밀약. 야마가타·로바노프 협정 1897년(메이지 30년) 10월 조선이 대한제국으로 개칭(광무개혁). 1898년(메이지 31년) 3월 독일, 청나라로부터 교주만 조차권, 철도부설권, 광산채굴권 획득. 러시아가 청나라로부터 대련·여순의 조차권, 남만주 철도부설권 획득. 1899년(메이지 32년) 9월 미국, 청에 대한 문호개방 선언 1900년(메이지 33년) 6월 의화단의 난(북청사면). 1901년(메이지 34년) 9월 북청사변 강화 최종의정서 조인. 10월 일본과 영국의 동맹교섭 개시. 12월 러시아와의 러일협정 교섭 중단. 1902년(메이지 35년) 1월 영일동맹 체결. 1903년(메이지 36년) 4월 러시아가 제2차 만주 철군을 불이행. 5월 러시아가 압록강을 넘어 대한제국령에 군사시설 건설 개시. 10월 우레시다 테이이치가 인솔하는 합동특별사적조사대, 호태왕비 조사. 마적단에게 습격당한 조사대는 러시아군에게 팔려나갔다가 우치다 료헤이에게 구출된다. (본편 시작) 우치다, 장작림에게 조사대 경호를 맡긴다. 아즈미 료, 가라유키 하나와 만난다. 중국인 탁본업자들이 비문 훼손. 10월 28일, 러시아군 봉천 재점령. 우치다와 장작림, 조사대를 내버려두고 먼저 떠난다. 하나, 하나다 나카노스케에게 납치. 아즈미 료와 이별. | 1904년(메이지 37년) 1월 합동특별사적조사대 귀국. 우치무라 칸조, 스와 물산회관에서 「비개전을 논하다」 연설. 아즈미 료와 모리야 미도리, 오스기 사카에와 조우. 2월 4일 일본 어전회의에서 대러 개전 결정 2월 6일 일본, 러시아에 국교단절 포고 2월 10일: 일본, 러시아에 선전포고. 러일전쟁 발발. 2월 모리야 미도리, 메이지 여학교 입학. 2월 23일 한일의정서 조인. 아즈미 료, 우치다·하나다와 재회. 고시키즈카 고분 답사. 9월 요양 회전. 아즈미 료 평민사 방문. 1905년(메이지 38년) 1월 여순 함락. 러시아에선 피의 일요일 사건. 3월 봉천 회전. 4월 아즈미 료, 일고 졸업. 제대 진학. 우레시다 교수는 이고로 좌천. 5월 쓰시마 해전. 일본 연합함대가 러시아 발틱 함대와 교전. 6월 미국이 러일 양국에 강화 권고. 7월 사할린 작전. 카츠라 태프트 밀약. 7월 30일 중국동맹회 설립. 9월 포츠머스 조약 조인. 히비야 방화사건. 11월 제2차 한일협약 조인. 1906년(메이지 39년) 1월 제1차 사이온지 긴모치 내각 성립. 1월 야즈미 료와 모리야 미도리 결혼. 11월 남만주철도주식회사 설립. 12월 8일 진천화 자살사건. 아즈미 부부, 미야카와의 음모에 휘말림. 료의 모친 명예자살. 1907년(메이지 40년) 2월 아즈미 료, 만철조사부로 이적, 미도리와 함께 조선으로 이사. 안응칠과 조우. 늦겨울 아즈미 료, 잠실 백제고분 발굴 도중 조선 의병에게 피습. 6월 헤이그 특사 사건. 7월 제3차 한일협약 조인. 러일 통상항해조약·어업협약 조인. 제1차 러일협약 조인. 7월 18일 한성 시내에서 시가전. 이탈한 한국군 의병화(정미의병). 7월 29일 아즈미 료, 우치다 료헤이에게 결별 통보. 8월 1일 대한제국 군대해산. 남대분 전투. 10월 아즈미 부부, 대련으로 이주. 아나키스트가 된 하나, 블라디보스토크에서 대련으로 침투. 연말 아즈미 료, 우레시다 테이이치와 재회. 태왕릉 발굴 참여. 아즈미 미도리 임신. 아즈미 일행 태왕릉에서 발견한 원칠지도를 가지고 블라디보스토크 방향으로 도피. 유두성, 하나, 안응칠과 재회. 우치다의 추격을 따돌리던 중 청군의 포격으로 아즈미 료 두만강에 수장. 1909년(메이지 42년) 9월 청일간에 만주 및 간도에 관한 협약(청일협약) 조인. 10월 이토 히로부미, 하얼빈역에서 암살. 1910년(메이지 43년) 7월 제2차 러일협약 조인. 8월 한국병합. |